# Swedish Hockey League

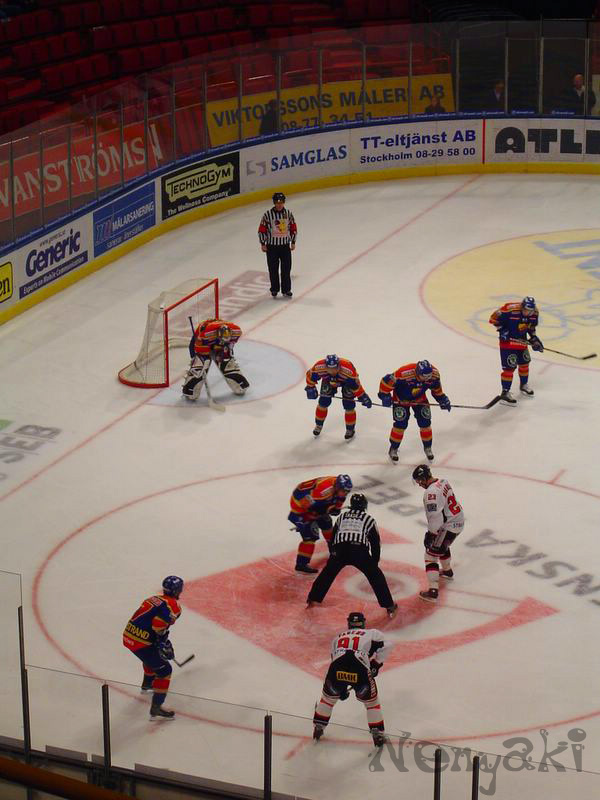
Wedstrijd tussen Djurgardens en Malmö.

De Swedish Hockey League (SHL, Zweeds:"Svenska Hockeyligan") is de hoogste Zweedse ijshockeydivisie. Van 1975 tot 2013 heette het de Swedish Elite League (SEL, Zweeds:"Elitserien i ishockey"). Sinds 1922, het jaar van het eerste Zweedse kampioenschap, is Djurgårdens IF met zestien titels het meest succesvol, gevolgd door Brynäs IF met dertien titels en Färjestad BK met negen titels. De kampioen in 2018 was Växjö Lakers.

## Teams in seizoen 2017-2018
| Team           | Stad       | Stadion                  | Capaciteit |
| -------------- | ---------- | ------------------------ | ---------- |
| Brynäs IF      | Gävle      | Läkerol Arena            | 8.585      |
| Djurgårdens IF | Stockholm  | Hovet                    | 8.094      |
| Frölunda HC    | Göteborg   | Scandinavium             | 12.044     |
| Färjestad BK   | Karlstad   | Löfbergs Arena           | 8.647      |
| HV71           | Jönköping  | Kinnarps Arena           | 7.000      |
| Karlskrona HK  | Karlskrona | Telenor Arena Karlskrona | 3.464      |
| Linköpings HC  | Linköping  | Cloetta Center           | 8.500      |
| Luleå HF       | Luleå      | Coop Arena               | 6.300      |
| Malmö Redhawks | Malmö      | Malmö Arena              | 13.000     |
| Mora IK        | Mora       | Jalas Arena              | 4.500      |
| Rögle BK       | Ängelholm  | Lindab Arena             | 5.150      |
| Skellefteå AIK | Skellefteå | Skellefteå Kraft Arena   | 6.001      |
| Växjö Lakers   | Växjö      | Vida Arena               | 5.700      |
| Örebro HK      | Örebro     | Behrn Arena              | 5.150      |

Tot de ploegen die recent nog in de Hockey League speelden behoren Leksands IF uit Leksand en MODO Hockey uit Örnsköldsvik.